# Municipio de Chila
El municipio de Chila es uno de los 217 municipios en que se divide el estado mexicano de Puebla, localizado en el sur del estado en la región Mixteca. Su cabecera es la ciudad de Chila, conocida popularmente como Chila de las Flores. Del náhuatl significa "lugar de chile", del mixteco Toavui que significa "río de chamanes" o "rio del señor sentado", según interpretaciones dadas por Maarten Jansen.

## Geografía
El municipio de Chila se encuentra localizado en el extremo sur del estado de Puebla, en la Región Mixteca. Sus coordenadas geográficas extremas son 17° 54' - 18° 02' de latitud norte y 97° 49' - 97° 57' de longitud oeste y su altitud fluctúa entre 1 400 y 2 100 metros sobre el nivel del mar. Su extensión territorial es de 128.27 kilómetros que lo convierte en el 104° municipio más extenso del estado.
El municipio de Chila limita al norte y noroeste con el municipio de Petlalcingo y al este con el municipio de San Miguel Ixitlán; al sur y sureste limita con el estado de Oaxaca, en particular con el municipio de Huajuapan de León, el municipio de Zapotitlán Palmas, el municipio de Santiago Ayuquililla y el municipio de San José Ayuquila.

## Demografía
De acuerdo con el Censo de Población y Vivienda de 2010, realizado por el Instituto Nacional de Estadística y Geografía, el municipio de Chila tiene una población total de 4 699 habitantes, de los cuales 2 169 y 2 530 son mujeres.

### Localidades
El municipio tiene un total de 17 localidades. Las principales localidades y su población son las siguientes:
| Localidad              | Población |
| Total Municipio        | 4 699     |
| Chila                  | 1 954     |
| Francisco Ibarra Ramos | 1 132     |
| Las Sidras             | 406       |
| La Trinidad            | 306       |
| San José Chapultepec   | 305       |

## Política
El gobierno del municipio de Chila le corresponde al Ayuntamiento que tiene su sede en la cabecera municipal; el ayuntamiento se encuentra conformado por el presidente municipal, un Síndico y el cabildo integrado por siete regidores. Todos son electos mediante el voto universal, directo y secreto en un proceso electoral celebrado el primer domingo de julio del año de la elección y que asumen sus cargos el 15 de febrero del siguiente año, por un periodo de tres años que no son reeligibles para el inmediato pero si de forma alternada.

### Representación legislativa
Para la elección de diputados locales representantes de la población en el Congreso de Puebla y diputados federales integrantes de la Cámara de Diputados de México, el municipio de Chila se encuentra integrado en los siguientes distritos electorales:
Local:
- Distrito electoral local 23 de Puebla con cabecera en Acatlán de Osorio.[4]

Federal:
- Distrito electoral federal 14 de Puebla con cabecera en Izúcar de Matamoros.[5]